# Viviendas de la Calle 80 Este
Las Viviendas de la Calle 80 Este  es una casa histórica ubicada en Nueva York, Nueva York. La East 80th Street Houses se encuentra inscrita como un Hito Histórico Neoyorquino en la Comisión para la Preservación de Monumentos Históricos de Nueva York al igual que en el Registro Nacional de Lugares Históricos desde el 26 de marzo de 1980. 

## Ubicación
Las Viviendas de la Calle 80 Este se encuentra dentro del condado de Nueva York en las coordenadas 40°46′00″N 73°57′36″O / 40.766667, -73.96.